# Uganda elnöke

Az elnöki zászló

Uganda elnöke az állam és a kormány feje Ugandában. Mivel Uganda prezidenciális köztársaság, ezért (a legtöbb helyen használatos parlamentáris köztársasági államformától eltérően) több joggal rendelkezik. Ő a végrehajtó hatalom, az ugandai kormány és az Ugandai Népi Védelmi Erő vezetője.

## Jogállása
A parlament előtt politikai felelősséggel nem tartozik, az országgyűlés nem vonhatja meg tőle a bizalmat. A törvényhozó hatalom elsőbbsége csak annyiban érvényesül, hogy a végrehajtó hatalom szervei kötelesek a törvényeket betartani és végrehajtani. Alkotmány- és jogsértés esetén a parlament megfoszthatja tisztségétől.
Az elnök a hatalmat az általa kinevezett minisztereken keresztül gyakorolja, ők sem felelősek az országgyűlésnek, csak az elnöknek. Az elnök nem feltétlenül a kormány keresztül gyakorolja hatalmát, hanem széles körű tanácsadó testülettel rendelkezik.

## Jogosítványai
Jogosítványai: a hadsereg főparancsnoka (ebben az esetben az Ugandai Népi Védelmi Erő), ő nevezi ki az Legfelsőbb Bíróság bíráit, nemzetközi szerződéseket köt, vétójog illeti meg, törvényt kezdeményezhet. Alkotmánysértésért felelősségre vonható, ez esetben az Legfelsőbb Bíróság jár el. Az Legfelsőbb Bíróság alkotmánybíróságként is működik, nagy befolyása van a törvényekre, alakítja az alkotmány tartalmát.

## Fordítás
- Ez a szócikk részben vagy egészben  a   List of heads of state of Uganda című angol Wikipédia-szócikk fordításán alapul.  Az eredeti cikk szerkesztőit annak laptörténete sorolja fel. Ez a jelzés csupán a megfogalmazás eredetét és a szerzői jogokat jelzi, nem szolgál a cikkben szereplő információk forrásmegjelöléseként.
- Ez a szócikk részben vagy egészben  a   President of Uganda című angol Wikipédia-szócikk fordításán alapul.  Az eredeti cikk szerkesztőit annak laptörténete sorolja fel. Ez a jelzés csupán a megfogalmazás eredetét és a szerzői jogokat jelzi, nem szolgál a cikkben szereplő információk forrásmegjelöléseként.